# Anne Lena Hansen
Anne Lena Hansen (Harstad, 9 de junho de 1974) é uma modelo, atriz e rainha de beleza da Noruega que venceu o concurso de Miss Internacional 1995. 
Ela foi a segunda de seu país a vencer este concurso, tendo sido precedida por Catherine Gude em 1988. 

## Biografia
Anne nasceu em Harstad, definida em seu site como "uma cidade onde os ventos atravessam você, cercada de montanhas e tão ao Norte que durante o inverno tudo o que você vê são as luzes vindas desta direção e durante verão o sol mantém você acordado a noite toda". 
Desde a escola ela se interessou pelo entretenimento, tendo aulas de Canto, Teatro e Dança. Depois do ensino médio, estudou Drama, tendo recebido o prêmio “Best Actress BHS" por um papel como Anne Frank.
Antes dos concursos de beleza, nos anos 90, morou nos EUA onde fazia intercâmbio cultural. Ela voltou ao país em 2000, ao ser admitida na Academy of Dramatic Arts de Nova Iorque.
Depois de retornar para a Noruega cinco anos depois, voltou para os EUA uma terceira vez, em 2010, para morar em Los Angeles. Atualmente reside em Hollywood. 
É conhecida por seus papéis em En udødelig mann (2006), Hotel Cæsar (1998) e Fire høytider (2000). 

## Concursos de beleza
Anne ficou em segundo lugar no Miss Noruega 1994 (Frøken Norge) e com isto ganhou o direito de ir ao Miss Mundo 1994, onde não se classificou para o Top 10. 
No ano seguinte, em 10 de setembro de 1995, em Tóquio, no Japão, Anne derrotou outras 46 candidatas e levou o título de Miss Internacional 1995. 

## Vida pós-concursos
Como modelo, trabalhou no Japão, Noruega e EUA. Em seu país-natal era contratada pelas agências SB Produksjoner e View Models e em NY, pelas agências McDonald Richards, Jan Alpert Model Management e recentemente pela New York Model Management Group (MMG) 
Como atriz recebeu o prêmio “Best Actress BHS" por um papel como Anne Frank, sendo também conhecida por seus papéis em En udødelig mann (2006), Hotel Cæsar (1998) e Fire høytider (2000). 
Em 2000, depois de várias tentativas, foi  admitida na  Academy of Dramatic Arts de Nova Iorque.
Atualmente mora em Hollywood. 